# Сім'я крові
Сім'я крові (англ. The Family of Blood) — дев'ятий епізод третього сезону поновленого британського науково-фантастичного серіалу «Доктор Хто», який уперше транслювався на телеканалі BBC One 2 червня 2007 року. Є другим епізодом двосерійної історії, написаної Полом Корнеллом та адаптованої з його роману « Людська природа» (1995), зі співавтором Кейт Орман. Перша частина («Людська природа») вийшла в ефір за тиждень до цього, 26 травня.
В епізоді інопланетяни, названі «Родиною крові», нападають на англійську школу-інтернат та навколишнє село в 1913 році, щоб знайти годинник, який містить в собі сутність Десятого Доктора (грає Девід Теннант).
У інтерв'ю журналу «Doctor Who Magazine», виконавчий продюсер Расселл Ті Девіс охарактеризував епізоди «Людська природа» / «Сім'я крові» імовірно занадто темними для глядацької аудиторії телепрограми. Ці епізоди були разом номіновані на отримання у 2008 році премії «Г'юго» за найкращу драматичну постановку (коротка форма).